# Anarchopterus
Anarchopterus es un género de peces aguja de la familia Syngnathidae, del orden Syngnathiformes. Esta especie marina fue descubierta por Carl Leavitt Hubbs en 1935.
Habita en la parte occidental del Océano Atlántico.

## Especies
Especies reconocidas del género:
- Anarchopterus criniger (T. H. Bean & Dresel, 1884)
- Anarchopterus tectus (C. E. Dawson, 1978)

### Lectura recomendada
- Eschmeyer, William N., ed. 1998. Catalog of Fishes. Special Publication of the Center for Biodiversity Research and Information, no. 1, vol 1-3. 2905.
- Nelson, Joseph S. 1994. Fishes of the World, Third Edition. xvii + 600.
- Occ. Pap. Mus. Zool. Univ. Michigan, No. 320, 1.